# Molėtai (gemeente)
Molėtai is een van de 60 Litouwse gemeenten, in het district Utena.
De hoofdplaats is de gelijknamige stad Molėtai. De gemeente telt ongeveer 23.500 inwoners op een oppervlakte van 1368 km².

## Plaatsen in de gemeente
Plaatsen met inwonertal (2001):
- Molėtai – 7221
- Giedraičiai – 778
- Naujasodis – 660
- Suginčiai – 494
- Balninkai – 470
- Alanta – 464
- Toliejai – 444
- Videniškiai – 415
- Joniškis – 325
- Inturkė – 324